# Santa Rosa, Mazapa de Madero
Santa Rosa är en ort i Mexiko.   Den ligger i kommunen Mazapa de Madero och delstaten Chiapas, i den sydöstra delen av landet, 900 km sydost om huvudstaden Mexico City. Santa Rosa ligger 2 433 meter över havet och antalet invånare är 101.
Terrängen runt Santa Rosa är kuperad åt sydväst, men åt nordost är den bergig. Runt Santa Rosa är det ganska tätbefolkat, med 214 invånare per kvadratkilometer. Närmaste större samhälle är Motozintla de Mendoza, 10,2 km norr om Santa Rosa. I omgivningarna runt Santa Rosa växer i huvudsak blandskog.